# Boca Gdańsk
Beach Soccer Club Boca Gdańsk – polski klub piłki nożnej plażowej z siedzibą Gdańsku, występujący od sezonu 2013 w ekstraklasie. 2-krotny mistrz Polski, 2-krotny wicemistrz Polski, 2-krotny finalista Pucharu Polski, a także 2-krotny uczestnik Euro Winners Cup. Aktualnie klub zajmuje 3. miejsce w tabeli wszech czasów plażowej Ekstraklasy i 4. miejsce w tabeli medalowej Mistrzostw Polski.

## Nazwy klubu
| Lata      | Nazwa                  |
| --------- | ---------------------- |
| 2003-2009 | Copacabana Gdańsk      |
| 2010-2014 | Boca Copacabana Gdańsk |
| 2015-     | Boca Gdańsk            |

## Pozycje klubu
| Rok  | Mistrzostwa  | Puchar                              |
| ---- | ------------ | ----------------------------------- |
| 2003 | faza grupowa | -                                   |
| 2004 | -            | półfinał                            |
| 2005 | faza grupowa | 3. miejsce w turnieju eliminacyjnym |
| 2006 | faza grupowa | faza grup. turnieju finałowego      |
| 2007 | ćwierćfinał  | faza grup. turnieju finałowego      |
| 2008 | 8            | 4                                   |
| 2009 | -            | -                                   |
| 2010 | ćwierćfinał  | ćwierćfinał                         |
| 2011 | 1/8 finału   | -                                   |
| 2012 | 3↑           | brak danych                         |
| 2013 | 4            | ćwierćfinał                         |
| 2014 | 5            | półfinał                            |
| 2015 | 3            | półfinał                            |
| 2016 | 6            | ćwierćfinał                         |
| 2017 | 3            | faza grupowa                        |
| 2018 | 2            | finalista                           |

## Osiągnięcia

### Mistrzostwa Polski
- Drugie miejsce (1x): 2018
- Trzecie miejsce (2x): 2015, 2017

### Puchar Polski
- Finalista: 2018
- Drugie miejsce: 2020

### Euro Winners Cup
- Faza grupowa: 2018

## Kadra

### Europejskie rozgrywki
Nazare Beach Soccer Cup 2018:

| Nr | Poz. | Piłkarz                        |
| -- | ---- | ------------------------------ |
|    | BR   | Patryk Sobczak                 |
|    | BR   | Krzysztof Wiśniewski (kapitan) |
|    | OB   | Karol Domjan                   |
|    | OB   | Lucas Duarte                   |
|    | OB   | Kamil Kucharski                |
|    | OB   | Łukasz Trzaskowski             |

| Nr | Poz. | Piłkarz       |
| -- | ---- | ------------- |
|    | PO   | Daniel Baran  |
|    | PO   | Adam Bogacz   |
|    | PO   | Marek Gajda   |
|    | PO   | Witold Ziober |
|    | NA   | Lucas Calmon  |
|    | NA   | Glenn Hodel   |

## Żeńska sekcja
W latach 2015–2016 w Mistrzostwach Polski kobiet występowała żeńska sekcja Boci Gdańsk. W obydwu startach piłkarki zdobyły srebrne medale. Trenerem drużyny kobiet był Dawid Głodek.

### Osiągnięcia

#### Mistrzostwa Polski w piłce nożnej plażowej kobiet
- Drugie miejsce (2x): 2015, 2016

#### Puchar Pomorza kobiet
- Pierwsze miejsce (2x): 2015[1], 2016[2]